# 札幌市立手稲北小学校
札幌市立手稲北小学校（さっぽろしりつ ていねきたしょうがっこう）は、北海道札幌市手稲区手稲山口にある公立小学校。
札幌市の小学校の中で最も海に近い（海岸線から約1.5km、標高約5m）。

## 所在地
- 北海道札幌市手稲区手稲山口653-2

## 概要

### 教育目標
人間性豊かな子供の育成
- じょうぶな子 - からだを鍛え、物事にくじけない心身の強い子
- ねばり強い子 - 責任を重んじ、目標に向かって自主的に行動する子
- よく考える子 - 進んで考え、創造性豊かに追究する子
- 思いやりのある子 - 友だちの良さを認め、いたわりの心を持つ子

### 校歌
- 札幌市立手稲北小学校校歌 - 作詞：見藤厳三、作曲：服部茂

## 沿革
- 1892年（明治25年） - 山口村立山口尋常小学校が開校する。
- 1902年（明治35年）4月1日 - 上手稲村、下手稲村、山口村が合併し二級町村施行、手稲村立山口尋常小学校と改称。
- 1941年（昭和16年）4月 - 国民学校令施行に伴い、手稲村立山口国民学校と改称。
- 1947年（昭和22年）4月 - 手稲村立山口小学校と改称。
- 1951年（昭和26年）11月1日 - 手稲村が町制施行、手稲町立山口小学校と改称。
- 1952年（昭和27年） - 手稲町立手稲北小学校と改称。
- 1967年（昭和42年）3月 - 手稲町と札幌市が合併し、札幌市立手稲北小学校となる。

## 周辺
- 国道337号（道央新道・道央圏連絡道路）
- 下手稲通
- 山口運河
- 札幌市星置地区センター
- 山口神社
- パストラル星置・ファッションモール星置
- 北海道札幌稲西高等学校
- 札幌市立星置中学校

## 著名な出身者
- 吉田雅己 - 卓球選手。

## 交通機関
- ジェイ・アール北海道バス札樽線「星置地区センター」停留所から徒歩5分。

## その他
- 給食室が設置されていないため、近隣の札幌市立前田北小学校から給食の供給を受けている。
- 札幌市教育委員会の事業である「札幌市学校図書館地域開放事業」の指定校となっている。